# Балдуин Альнский
Балдуин Альнский (также Болдуин из Оне, нем. Baldwin von Alna,  фр. Baudoin d’Aulne, умер в 1243 г.) был  папским легатом — посланником папы римского Григория IX в Прибалтике. Он попытался подчинить завоёванные Орденом меченосцев и рижским епископом земли непосредственно папскому престолу.  Участвовал как в Северных крестовых походах, так и в крестовых походах в Палестину.

## История
Балдуин был монахом Альнского цистерцианского аббатства в  Льежской епархии.
В июле 1230 года Балдуин был направлен как легат римского папы Григория IX в Рижское епископство,  чтобы урегулировать разногласия, возникшие после смерти епископа Альберта фон Буксгевдена, когда на место епископа кандидатов выдвинули местный капитул (он выбрал магдебургского каноника Николая, поскольку в тот момент Рижская епархия напрямую подчинялась Риму) и глава Бременского архиепископства, также претендовавшего на власть в Ливонии и внесшего непосредственный вклад в вооружение Ливонского крестового похода и набор пилигримов для него. Бременская кафедра видела во главе рижской епархии Альберта II Зуэрбеера. Эту кандидатуру поддержал  Орден меченосцев. Балдуин, прибыв в Ригу в июле 1230 года, разрешил спор в пользу Рижского капитула и подтвердил назначение епископа Николая фон Науэна на место архиепископа Риги. Таким образом, в 1231 году папа Григорий IX утвердил в качестве епископа именно Николая.
Однако в своей дальнейшей деятельности легат попытался не разрешить конфликты между участниками колонизации Прибалтики, а подчинить завоёванные земли себе. Куршам, обязавшимся до его приезда принять христианство и платить церковную десятину епископу Рижскому и Ордену, он предложил договоры непосредственно с папской курией и подписал их в декабре 1230-го и в январе 1231 года в ответ на их просьбу о помощи в связи с неурожаем и голодом.
28 декабря 1230 года Балдуин подписал договор с куршским князем Ламекином (rex Lammechinus) и представителями Эзертуве (Esestua) — земель вокруг Лиепайского озера, по предположению историка В.Т.Пашуто: Дурбе (Durpis), Сагаре (Saggara, земля на Венте) и 14 мелких поселений на обоих берегах Венты. Договор предусматривал, что курши примут христианство, примут и будут обеспечивать назначенных папским легатом священников, а также будут платить назначенным папой епископу и прелатам такую же дань, как платят жители Готланда.  По договору курши должны были участвовать во всех наступательных и оборонительных войнах против язычников, во всех делах слушаться вице-легата и тогда у них будет право оставаться свободными, пока они будут привержены католической вере.
17 января 1231 года Балдуин подписал аналогичный договор с 12 восточно-куршскими племенами Бандавы и Вагемы. Договоры предусматривали очень небольшую дань и защищали куршей от владычества ливонских немцев, что породило конфликт Балдуина с рыцарством.
Рижский епископ Николай эти конвенции также не признал.
Меченосцы военной силой заняли часть земель куршей и земгалов, а также на Готланде взяли в плен куршских послов, направлявшихся к папе.
В открытом конфликте рижского епископа и Ордена меченосцев с легатом папа встал на сторону своего посланника. Тот в 1232-34 годах проехал германские земли, собирая новый крестовый поход в Ливонию.
28 января 1232 года папа назначил Балдуина своим легатом в Курляндии, Семигалии, Ливонии, Эстляндии, Чуди и на Готланде, выдвинув его также на пост епископа Семигалии.
20 апреля 1233 года Балдуин перенял под свою персональную защиту Семигалию.
Затем Балдуин Альнский попытался создать  папскую область (лат. Status Pontificius, также Dicio Pontificia -- "папское правление")  в Северной и Западной Эстонии, опять-таки натолкнувшись на сопротивление ордена, который выгнал папских чиновников из Гервена и Виронии, заточил или казнил тех, кто поддерживал Балдуина.
В июле 1233 года Балдуин вернулся в Ригу во главе войска, с которым пошёл против меченосцев, поддержанный частью эстонской знати, цистерианцами из монастыря в Дюнамюнде и Дерптским епископом. В боях с рыцарями ордена легат потерпел поражение  и вынужден был бежать в Германию в начале 1234 года. Только к весне 1234 года церковная смута внутри католических колонизаторов утихла.
9 января 1234 года папа отозвал Балдуина обратно в Рим и отправил вместо него своего нового посланника Вильгельма Моденского.
В 1236 году Балдуин по собственной инициативе отказался от должности епископа Семигалии, а в 1237 году принял на себя соправление Кёльнской епархией.
В 1239 году Балдуин сопровождал Бодуэна де Куртенэ в Крестовом походе баронов и принял на себя обязанности архиепископа Визе во Фракии, -- части Латинской империи на территории нынешней Турции между Адрианополем и Константинополем.